# 알렉시스 치프라스
알렉시스 치프라스(그리스어: Αλέξης Τσίπρας, 문화어: 알렉씨스 찌쁘라스, 1974년 7월 28일 ~ )는 2019년부터 공식 야당의 지도자로 활동하고 있는 그리스의 정치인이다. 그는 2015년부터 2019년까지 그리스의 총리를 역임했다.
치프라스는 2009년부터 좌파 정당인 시리자로 알려진 급진좌파연합을 이끌고 있다. 그는 2010년대 정부 부채 위기의 과정에서 통치한 네 번째 총리였다.
2015년 1월, 치프라스는 의회 300석 중 149석을 차지하고 우익 민족주의 정당인 독립 그리스인과 연합을 형성하면서 시리자를 신속한 입법 선거에서 승리로 이끌었다. 2015년 8월 20일, 총리 임기 7개월 만에 그는 당내 탈당으로 다수당을 잃었고, 그는 사임을 발표하고 다음 달에 조기 선거를 실시할 것을 요구했다. 2015년 9월 선거에서 치프라스는 시리자를 또 다른 승리로 이끌었고, 이번에는 300석 중 145석을 차지하고 독립 그리스인과 연정을 다시 구성했다. 그의 총리직 동안, 그는 그리스 국가 부채 위기에 관한 협상을 감독했고, 그리스 구제금융 국민투표를 시작했고, 유럽 난민 위기에 대응했다. 2015년, 그는 《타임》에 의해 세계에서 가장 영향력 있는 100인 중 한 명으로 선정되었다.

## 생애
치프라스는 1974년 7월 28일에 그리스 아테네에서 중산층 집안에서 태어났다. 그는 고등학교 재학중 정부의 교육 정책에 반대하는 점거 농성을 벌이면서 학생운동가로 부상했다. 아테네 국립기술대학교에서 토목공학과를 전공하면서 그는 전국 대학생 연합 중앙위원으로 선출, 학생운동을 전개하였고 졸업 후 건축회사에 잠시 근무한 후 민주사회주의 정당이자 급진좌파연합의 모체인 시나스피스모스에 입당하여 정계에 진출하였다.
2006년 지방선거에서 아테네 시장에 출마한 그는 3위를 득표하며 전국에 파란을 일으켰고 이를 통해 2009년 시리자의 대표로 취임하게 되었다. 2012년 총선에서 그는 긴축 정책에 대한 현 정부의 비판으로 시리자를 제1야당으로 만들었고 어느 정당도 과반수를 얻지 못해 집권 가능성이 점쳐지기도 하였다. 이후 재선거에서 신민주주의당에 접전 끝에 패하여 집권하지는 못하였다. 2013년 치프라스는 시나피스모스를 급진좌파연합에 흡수하고 대중영합주의적 정책들을 발표했다. 2015년에는 높은 실업률을 바탕으로 조기 총선에서 승리하여 만 41세의 나이로 최연소 총리에 취임하게 되었다. 그러나 치라스는 유럽연합 탈퇴와 긴축정책 중단 등 자신의 핵심 공약들을 이행하지 않았고, 이에 지지율이 지속적으로 하락하며 전국에서 치프라스 정권과 유럽연합에 반대하는 대규모 파업과 시위가 발생했다. 그리고 2019년 그리스 총선거에서 자신이 이끄는 시리자가 신민주주의당에게 참패하면서 총리직에서 사퇴하였다.

## 역대 선거 결과
| 선거명      | 직책명      | 대수 | 정당         | 득표율 | 득표수   | 결과 | 당락 |
| ----------- | ----------- | ---- | ------------ | ------ | -------- | ---- | ---- |
| 2006년 선거 | 아테네 시장 | 46대 | 급진좌파연합 | 10.51% | 28,964표 | 3위  | 낙선 |

## 같이 보기
- 그리스의 정치